# Kościół Miłosierdzia Bożego w Skępem
Kościół Miłosierdzia Bożego w Skępem – rzymskokatolicki kościół parafialny należący do parafii pod tym samym wezwaniem (dekanat tłuchowski diecezji płockiej).
Budowa świątyni została rozpoczęta w dniu 5 października 2005 roku w 100. rocznicę urodzin św. Faustyny Kowalskiej. Kamień węgielny został pobłogosławiony przez św. Jana Pawła II w Krakowie w dniu 18 sierpnia 2002 roku, natomiast wmurował go biskup płocki Piotr Libera w dniu 25 grudnia 2007 roku. Prace budowlane według projektu architekta Jacka Jaśkowca były prowadzone dzięki staraniom księdza Piotra Brzezika, przy pomocy parafian. Kościół został zbudowany w ciągu sześciu lat. W dniu 25 kwietnia 2011 roku wspomniany wyżej ordynariusz płocki Piotr Libera poświęcił nową świątynię. Podczas urzędowania księdza Romana Murawskiego w 2017 roku zostało przebudowane wejście do kościoła oraz powiększono powierzchnię użytkową budowli, zostało wykonane również ocieplenie i malowanie elewacji świątyni.